# Бартен
Бартен (фр. Barretaine) насеље је и општина у источној Француској у региону Франш-Конте, у департману Јура која припада префектури Лон ле Соније.
По подацима из 2011. године у општини је живело 192 становника, а густина насељености је износила 20,8 становника/km². Општина се простире на површини од 9,23 km². Налази се на средњој надморској висини од 585 метара (максималној 591 m, а минималној 471 m).

## Демографија
| 1962. | 1968. | 1975. | 1982. | 1990. | 1999. | 2011. |
| ----- | ----- | ----- | ----- | ----- | ----- | ----- |
| 185   | 215   | 215   | 200   | 199   | 199   | 192   |

График промене броја становника у току последњих година